# Kemel Thompson
Kemel Thompson, född den 25 september 1974, är en jamaicansk friidrottare som tävlar i häcklöpning.
Thompson deltog vid Olympiska sommarspelen 2000 på 400 meter häck men blev där utslagen i försöken. Hans första mästerskaps final blev VM 2003 där han slutade femma. Han blev även tvåa vid IAAF World Athletics Final 2003 i Monaco.
Under 2004 deltog han vid Olympiska sommarspelen i Aten men blev utslagen i semifinalen. Han avslutade året med att bli trea vid IAAF World Athletics Final i Monaco.
Under 2005 deltog han vid VM i Helsingfors men blev även där utslagen i semifinalen. Vid IAAF World Athletics Final i Monaco blev han denna gång trea.
Vid Samväldesspelen 2006 slutade han på en tredje plats på 400 meter häck.

## Personliga rekord
- 400 meter häck - 48,05